# 산타아폴로니아역
산타아폴로니아역(포르투갈어: Estação Ferroviária de Lisboa-Santa Apolónia)은 포르투갈 리스본의 주요 철도역 중 하나다. 오랜 역사를 간직한 리스본 알파마 지역의 타구스강(테주강) 강가에 위치하며, 포르투갈 철도의 제1간선인 노르트 선의 리스본 종착역이다. 고속열차 알파 펜둘라르가 정차하며, 프랑스, 스페인 등지로 가는 국제열차가 출발한다.

2007년 리스본 지하철 아줄 선 산타아폴로니아 역이 개업하였다.